# Santa Croce alla Lungara
Santa Croce alla Lungara ou Igreja de Santa Cruz em Lungara é uma igreja de Roma, Itália, localizada no rione Trastevere, na via della Lungara. É dedicada à Vera Cruz e faz parte da paróquia de Santa Dorotea.
É também chamada de Santa Croce delle Scalette, por causa da presença de uma escada dupla (em italiano:  scale - "escada") na entrada a partir da rua; ou ainda Chiesa del Buon Pastore, pois, desde o século XIX, a igreja e o claustro anexo foram colocados ao encargo das Irmãs do Bom Pastor de Angers.

## História
A igreja foi construída em 1619 graças aos patrocínios do duque da Baviera e do cardeal Antônio Barberini, irmão do papa Urbano VIII; o claustro é mais antigo, de 1615, e foi fundado pelos carmelitas Domenico di Gesù e Maria "para remover mulheres indecentes do pecado". 
O interior da igreja é de nave única e a decoração foi alterada no século XIX para um estilo neoclássico. O altar-mor abrigava antigamente uma pintura de "Jesus carregando a cruz", hoje substituída por "Crucifixo", de Francesco Troppa; o mesmo autor pintou a "Anunciação" do altar da direita. Outra obra notável na igreja é "Maria Madalena", de Ciccio da Napoli.
O claustro, ampliado no século XIX por Virginio Vespignani, sempre manteve sua função de "casa de reabilitação" ou "de redenção"; em 1950, quando as freiras deixaram o instituto, o edifício foi transformado numa prisão feminina para pequenas infrações. Em 1979, o claustro foi entregue à Casa Internazionale delle Donne .